# Quilombo (film)
Quilombo è un film del 1984 diretto da Carlos Diegues.

## Trama
Nel 1650, da un engenho del Pernambuco, un gruppo di schiavi si ribella, fuggendo verso il Quilombo dos Palmares dove schiavi africani, fuggiti dalle piantagioni brasiliane, avevano fondato una comunità autonoma che resisteva al colonialismo.

## Produzione
Il film fu prodotto dalla CDK in co-produzione con lEmbrafilme e la Gaumont.

## Distribuzione
Il film venne presentato nel maggio 1984 al Festival di Cannes. Venne distribuito in Francia il 14 novembre di quell'anno.